# Elisabeth Hesselblad
Maria Elisabeth Hesselblad, född 4 juni 1870 i byn Fåglavik i Hudene socken, Västergötland, död 24 april 1957 i Rom, var en svensk, katolsk birgittinnunna. Hon vördas som helgon inom Romersk-katolska kyrkan.
År 1987 inledde påven Johannes Paulus II hennes helgonförklaringsprocess; den 14 december 2015 tog påven Franciskus emot prefekten för Kongregationen för helgonförklaringar, kardinal Angelo Amato, och ett dekret om helgonförklaring utfärdades. Helgonförklaringen ägde rum den 5 juni 2016.
År 2004 fick hon postumt utmärkelsen Rättfärdig bland folken av staten Israel för sitt arbete med att skydda judar under andra världskriget.

## Biografi

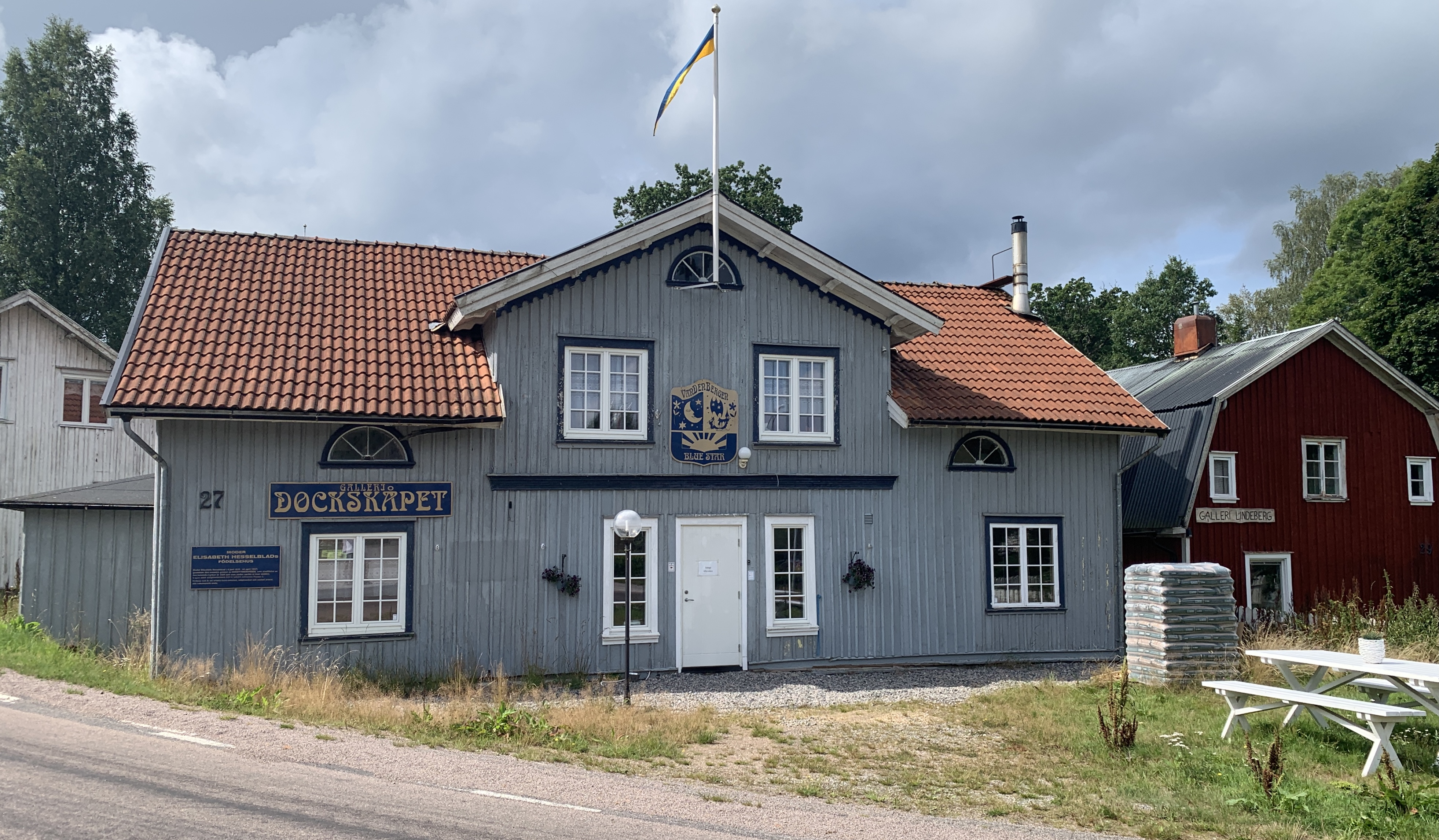
Elisabeth Hesselblads födelsehem i Hudene

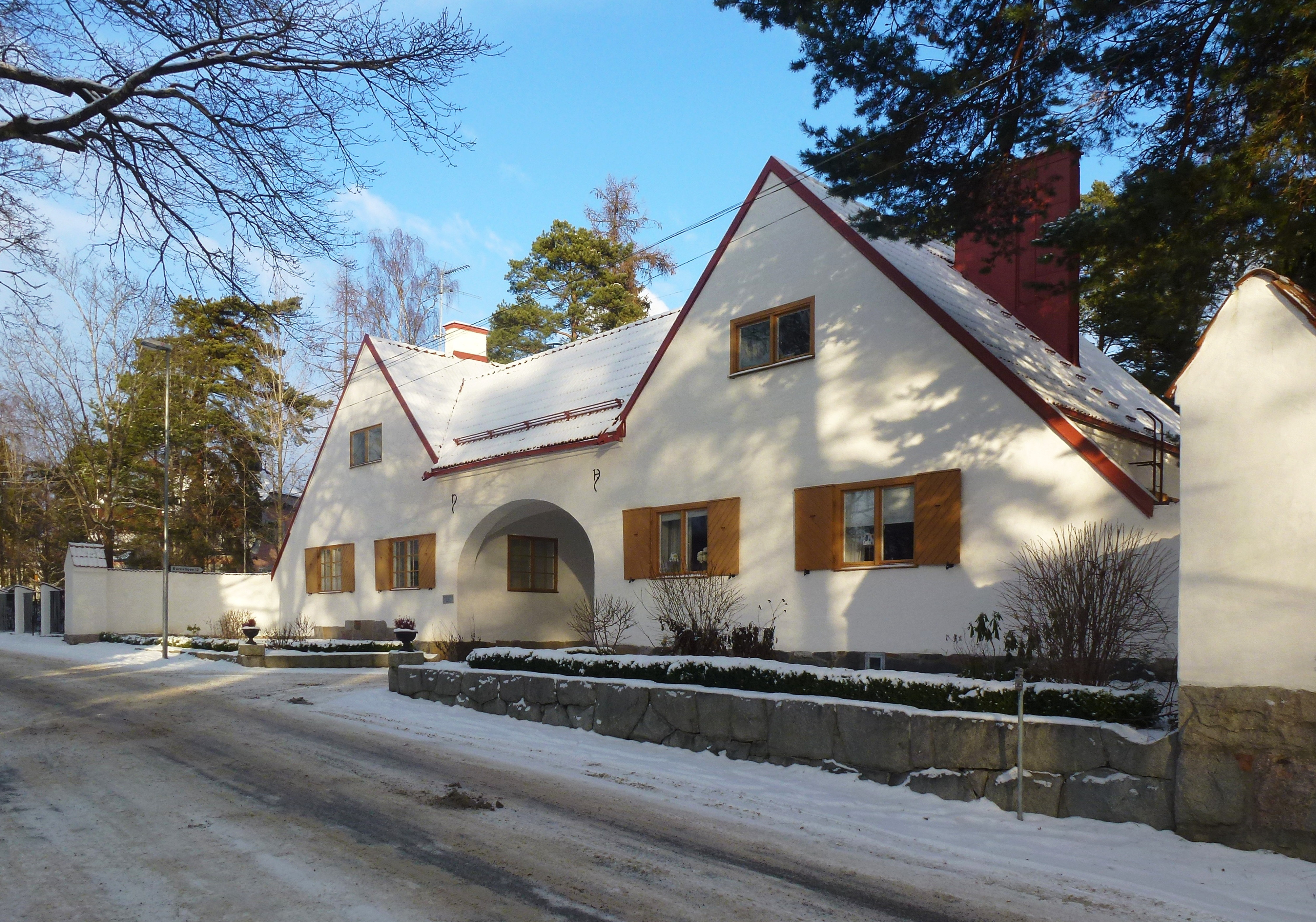
Birgittasystrarnas kloster i Djursholm.

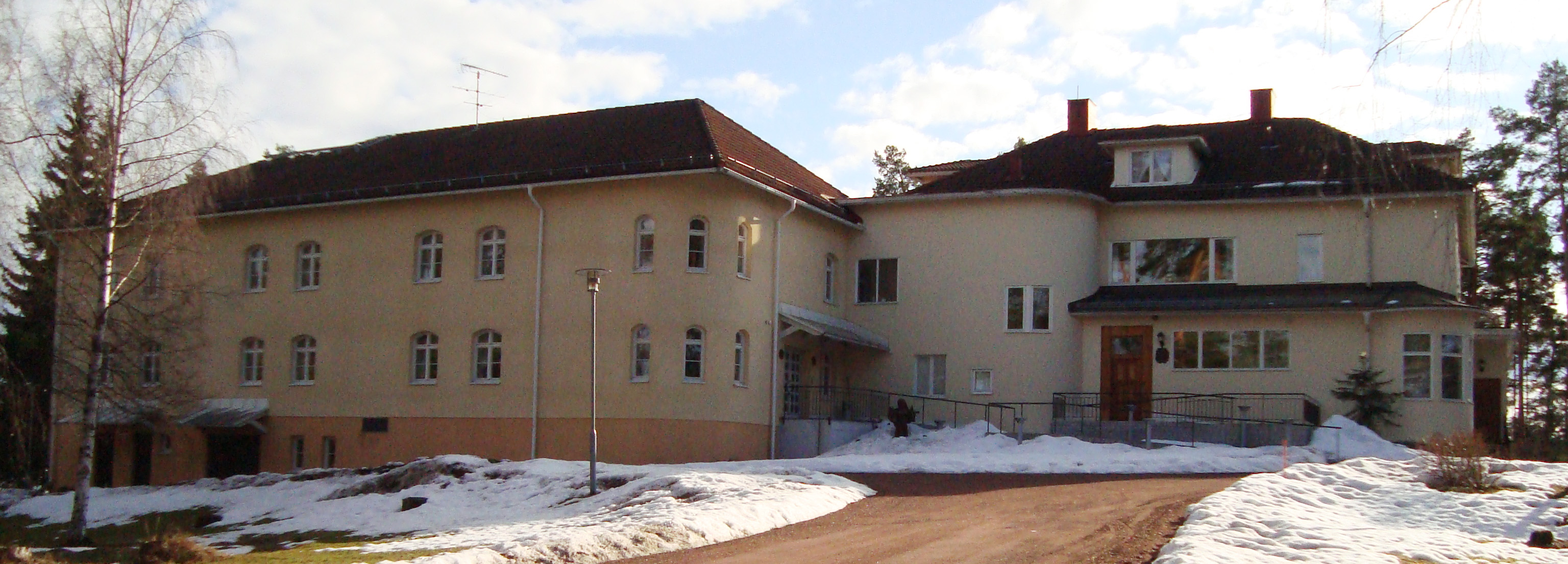
Birgittagården i Falun.

### Uppväxt och utbildning
Elisabeth Hesselblad föddes 1870 i Fåglavik som det femte av tretton barn till lanthandlaren Robert Hesselblad och Catharina Petersdotter Dag. Hesselblad döptes som lutheran i Svenska kyrkan. När hon var ett år flyttade familjen till Falun men på grund av konkurs flyttade familjen vidare till Skövde när Elisabeth Hesselblad var tolv år gammal. Ännu en konkurs ledde till att familjen fick flytta till fattighuset i Skövde.
Hon emigrerade vid 18 års ålder till USA, där hon vid Roosevelt-sjukhuset utbildade sig till och arbetade som sjuksköterska för att finansiellt kunna hjälpa sin familj i Sverige. Hon började sedan läsa vidare till läkare, men hade sedan tolv års ålder lidit av blödande magsår. Strax före examen blev hon sjuk, och fick veta att hon led av en obotlig sjukdom. Hon tog därmed aldrig läkarexamen. Hesselblad hade vid det laget, sedan 1902, varit upptagen i Romersk-katolska kyrkan. När läkarkallet inte kunde fullföljas begav hon sig till Rom, med tron att hon där snart skulle avlida.

### Åren i Rom
Vid besöket i Rom fick hon en religiös kallelse att återföra Birgittinorden till Birgittahuset vid Piazza Farnese, som då sköttes av Karmelitorden. Hon inträdde i Karmelitorden 1906, med tillåtelse från påven att avlägga ordenslöftena i Birgittinordens dräkt. Hennes vision var också att få återföra Birgittinorden (Den allraheligaste Frälsarens orden (Ordo Sanctissimi Salvatoris, OSsS) till Sverige. Under åren 1908–11 vistades hon i Birgittinklostren i Syon Abbey, Valladolid, Altomünster och Uden, och grundade i Rom 1911 en liten kommunitet i Birgittahuset (italienska: Casa di Santa Brigida) vid Piazza Farnese i Rom. Därmed blev Birgittasystrarna en ny birgittinsk kongregation, vars moderhus sedan 1931 är beläget där. Denna så kallade svenska grenen av Birgittinorden har i dag över femtio kloster i olika länder, bland annat det första klostret i Kuba där ett mirakel sägs ha skett. I Sverige finns Birgittinorden representerad i Djursholm och i Falun. Den äldre grenen av Birgittinorden har ett kloster i Vadstena
Elisabeth Hesselblad arbetade under andra världskriget i Rom för att skydda förföljda judar. Mitt under den tyska ockupationen av Rom gömde hon flera judar i klostret på Piazza Farnese och ordnade där en provisorisk synagoga. När nazister ville söka igenom klostret efter judar hade hon enligt en annan nunna gått mot nazisterna med en svensk flagga och yttrat "Detta kloster står under den svenske konungens beskydd. Här kommer ni inte in." varpå nazisterna lämnade klostret utan genomsökning. För detta fick Hesselblad postumt utmärkelsen "Rättfärdig bland folken" av den israeliska staten.Hon utnämndes även till kommendör av den svenska Nordstjärneorden.
Hon avled 1957 i Birgittahuset i Piazza Farnese, Rom, där hon även har fått sitt sista vilorum.

## Helgonförklaringsprocess
- 1987 inledde påven en helgonförklaringsprocess, vilken ledde till att hon 1991 blev förklarad venerabilis, vördnadsvärd, och i april 2000 saligförklarad av Johannes Paulus II.[9]
- 14 december 2015 utfärdade påven Franciskus dekretet om helgonförklaring.[10]
- 5 juni 2016 helgonförklarades Elisabeth Hesselblad. [11]

## Utmärkelser
- 1946 Malteserordens förtjänstkors av 1:a klassen för humanitära insatser under andra världskriget.[12]
- 1955 kommendör av Kungl. Nordstjärneorden.
- 2004  postumt utmärkelsen Rättfärdig bland folken av staten Israel för sitt arbete med att skydda judar under andra världskriget.[9]